# Mildred June
Pour les articles homonymes, voir June (homonymie).
Mildred June est une actrice et scénariste américaine, née le 23 décembre 1905 à Saint-Louis, Missouri, morte le 19 juin 1940 à Hollywood (Californie).

## Biographie
Mildred June est née le 23 décembre 1905 à St Louis, Missouri. Quand elle était enfant, sa famille déménagea au Kansas et finit par s’installer en Californie. Elle a fréquenté le lycée hollywoodien et a pris des cours de danse. À l’âge de quinze ans Mildred a été découvert par le producteur Mack Sennett. Elle devient une de ses maitresse et travaille comme actrice de second plan dans ses films. Mildred est apparue dans des dizaines de courts métrages dont Dog Shy avec Charley Chase et Hook and Ladder avec Hoot Gibson. Elle a également joué dans une série de deux comédies de bobine avec Billy Bevan. 
Bien qu’elle aimait faire des comédies, elle rêvait de devenir une actrice dramatique. Mildred épousa Herbert Edward Capps, un dentiste de vingt-cinq ans, en 1922. L’année suivante, elle est la tête d'affiche dans le drame la plus grande menace.
Elle a été signée par les Studios Universal mais sa carrière n’a jamais décollé. Mildred retourne au Studio de Mack Sennett et apparait dans la comédie 1927 Crazy to Act. Elle divorce de son mari et a  une brève romance avec le directeur de l’immobilier Jimmy Houston. Malheureusement, en 1928, elle est au chômage et lutte contre un grave problème d’alcool. 
Mildred épouse son second mari, Bud Sheehan, en 1930. Malheureusement, il décède quelques années plus tard. En 1936, elle a un peu participé au film Laurel and Hardy, nos relations. Ce serait son dernier rôle d’acteur. Le 19 juin 1940, Mildred est décédée de la cirrhose du foie causée par son alcoolisme. Elle n’avait que 34 ans. Mildred a été incinérée et ses cendres ont été enterrées au cimetière Hollywood Forever à Hollywood, en Californie.

## Filmographie

### comme actrice
- 1919 : A Lady's Tailor
- 1919 : Up in Alf's Place
- 1919 : His Last False Step
- 1920 : The Gingham Girl
- 1920 : Un mariage mouvementé (Down on the Farm)
- 1920 : His Youthful Fancy
- 1920 : Movie Fans
- 1920 : Love, Honor and Behave!
- 1920 : Bungalow Troubles
- 1921 : On a Summer Day
- 1921 : A Small Town Idol : Bit Role
- 1921 : Sweetheart Days
- 1921 : Love's Outcast
- 1921 : Molly O'
- 1921 : Love and Doughnuts
- 1921 : By Heck
- 1921 : Be Reasonable : The Only Girl
- 1922 : The Rosary : Alice Wilton
- 1922 : The Duck Hunter
- 1922 : On Patrol
- 1922 : Gymnasium Jim
- 1922 : Fiancé malgré lui (The Crossroads of New York) de F. Richard Jones : Waitress
- 1922 : Ma and Pa
- 1922 : Rich Men's Wives : Estelle Davenport
- 1922 : Manslaughter : New Years Guest
- 1922 : When Summer Comes
- 1923 : L'Escapade (Crinoline and Romance) de Harry Beaumont : Birdie Bevans
- 1923 : The Greatest Menace : Mrs. Charles W. Wright Jr
- 1923 : Nip and Tuck
- 1923 : Fashionable Fakers : Clara Ridder
- 1924 : Hook and Ladder : Sally Drennan
- 1924 : A Deep Sea Panic
- 1924 : Troubles of a Bride : Mildred Patterson
- 1925 : Mac's Beth
- 1925 : Nicely Rewarded
- 1925 : The Milky Way
- 1925 : Speak Easy
- 1925 : Battling Romeo
- 1925 : Taming of the Shrewd
- 1925 : Starvation Blues : Cafe owner's daughter
- 1926 : Dizzy Daddies : Toodles Haig, his older daughter
- 1926 : Métier de chien (Dog Shy) : The Girl
- 1926 : Matrimony Blues (en) de Benjamin Stoloff
- 1926 : The Village Cut-Up
- 1926 : Wanted a Bride
- 1926 : The Battling Kangaroo : Limber Lucy
- 1926 : Smith's Picnic : Antagonist's Sweetheart
- 1927 : The Snarl of Hate : Laura Warren
- 1927 : When Seconds Count : Elinor
- 1927 : Souffrances de producteur (Crazy to Act) : Ethel St. John
- 1936 : C'est donc ton frère (Our Relations) : Extra in Pirate's Club

### comme scénariste
- 1927 : Souffrances de producteur (Crazy to Act)